# Luise Henselová
Luise Henselová (30. března 1798 Linum – 18. prosince 1876 Paderborn) byla německá křesťanská básnířka.
Byla sestrou malíře Wilhelma Hensela a švagrovou skladatelky Fanny Henselové. Její otec byl luterským farářem, ale ona sama v roce 1818 letech konvertovala k římskokatolictví a v roce 1820 složila slib panenství.
První monografie, Gedichte, jí vyšla v Berlíně v roce 1858, následně jí v roce 1869 vyšly Lieder a v roce 1878 Briefe.
Nejznámější je její báseň Müde bin ich, geh zur Ruh z roku 1816:
Müde bin ich, geh zur Ruh,

Schließe beyde Aeuglein zu:

Vater, laß die Augen dein

Ueber meinem Bette seyn!

Hab’ ich Unrecht heut gethan,

Sieh es, lieber Gott, nicht an!

Deine Gnad’ und Jesu Blut

Macht ja allen Schaden gut.

Alle, die mir sind verwandt,

Gott, laß ruhn in deiner Hand.

Alle Menschen, groß und klein,

Sollen dir befohlen seyn.

Kranken Herzen sende Ruh,

Nasse Augen schließe zu;

Laß den Mond am Himmel stehn,

Und die stille Welt besehn!
Česky tuto báseň přebásnil a zhudebnil protestantský farář Luděk Rejchrt pod názvem Už mi oči tíží sen a byla vydána v Evangelickém zpěvníku (1979), a zpěvnících Buď tobě sláva (1983) a Svítá (1992).